# Kate Charman
Kathryn „Kate“ Sara Charman (* 20. August 1967 in Malmesbury, Wiltshire, England) ist eine britische Fernsehmoderatorin, Schauspielerin, ehemaliges Model und Gartendesignerin.

## Leben
Charman modelte für die Marken Lamb's Navy Rum und Pretty Polly. 1984 wirkte sie in zwei Episoden der Fernsehserie Grange Hill mit. 1989 hatte sie eine Besetzung in dem Film Scandal. 1993 spielte sie eine der Hauptrollen im Kurzfilm Galleria. 1999 folgte eine Nebenrolle im Spielfilm Eyes Wide Shut. 2001 hatte sie jeweils einen Auftritt in einer Episode der Fernsehserien Sam’s Game und Perfect World. Ab 1997 moderierte sie einige Fernsehshows, unter anderen 2004 den Beitrag zu den Auszeichnungen des Guinness-Buch der Rekorde.
2015 wurde sie von der Royal Horticultural Society in der Kategorie Best Festival Garden mit der Goldmedaille ausgezeichnet.
Charman ist seit dem 28. Mai 2004 mit dem Schauspieler Jason Durr verheiratet. Das Paar hat drei Kinder.

## Filmografie
- 1984: Grange Hill (Fernsehserie, 2 Episoden)
- 1989: Scandal
- 1993: Galleria (Kurzfilm)
- 1999: Eyes Wide Shut
- 2001: Sam’s Game (Fernsehserie, Episode 1x02)
- 2001: Perfect World (Fernsehserie, Episode 2x07)

## Fernsehauftritte
- 1997: Dream Ticket
- 1998–1999: Night Fever
- 1999: An Audience with Lennox Lewis
- 2001: The 100 Greatest Kids TV Shows
- 2001: An Audience with Kylie Minogue
- 2004: Guinness World Records